# 文法
文法（ぶんぽう、英: grammar）とは、言語の体系、およびそのモデル、およびそれをもとにした、ある個別言語の話し手が従うべき規範である。この記事ではもっぱら自然言語の文法について扱う。形式言語の文法については形式文法の記事を参照。なお、「文法論（grammar）」という語が指すものと「統語論（syntax、分野等によっては構文論とも）」という語が指すものが同一のものであるとして扱われている場合もあるが、ここでは別とする。

## 概要
言語の体系性は、伝統的に規則として捉えられてきた。ある個別言語の規則を、その言語の話し手の従うべき規範として述べたものが規範文法 (prescriptive grammar) である。これは、言語政策や言語教育における基準となることを目的としている。
文法研究は規範文法を作ることから始まったが、規範文法はその性質上、ある規則を「正しい」ものとして採用する一方で、それに反する使い方を「乱れた」「間違った」ものとして文法から排除した。しかし、言語学はそのような「乱れた」言葉遣いに見られる規則性をも文法に取り込みたいと考え、ある言語の体系性を価値判断を伴わずに記述することを目指した。これが記述文法 (descriptive grammar) である。
また、個別言語の記述を超えて、言語の文法一般に見られる体系性を捉える理論も文法と呼ばれ、生成文法や認知文法を始め多くの文法理論が登場した。
生成文法では、広義の文法は言語能力であると考え、音声や意味から独立した自律的な構造を想定し、それを特に文法と呼んでいる。一方認知文法を始めとする認知言語学的アプローチでは、文法は音声形式と意味の対からなる記号の体系であると考え、言語運用によって形作られる動的な体系であるとしている。
文法は普通、言語の音（手話の場合手指動作とNMS）の仕組みを扱う音韻論、語の構造を扱う形態論、文の構造を扱う統語論、語や文の意味を扱う意味論、文の意味と場面の関わりを扱う語用論など階層ごとに論じられる。

## 文法範疇
必ず文法的に表される要素を文法範疇という。以下のような文法範疇が多くの言語で見られる。
- 格
- 定性
- 人称
- 数
- 極性（ポラリティ）
- 態（ボイス）
- 時制（テンス）
- 相（アスペクト）
- 法（ムード、モダリティ）

日本語、朝鮮語、ジャワ語、タイ語、クメール語などの特定の言語では、待遇表現の一部が体系化し、文法カテゴリーを成している。そのような文法化した待遇表現には、敬語が含まれる。

## 品詞
一般に認められる品詞を以下に示す。
- 名詞
- 動詞
- 動名詞
- 形容詞
- 形容動詞
- 感動詞
- 接続詞
- 副詞
  - 関係副詞
  - 疑問副詞
- 連体詞
- 助詞
- 助動詞
- 限定詞
  - 冠詞
    - 定冠詞
    - 不定冠詞
- 代名詞
  - 人称代名詞
  - 指示代名詞
  - 関係代名詞
  - 疑問代名詞
- 数詞
- 接置詞

## 文の成分（文要素）
- 主語
- 述語
- 目的語
- 補語

## 語形態
形態論上、語彙的な形態素を語幹といい、文法的な形態素を接辞という。接辞には根につけられる場所によって接頭辞・接中辞・接尾辞の分類がある。また機能によって品詞や語意を変える派生接辞と文法的意味を変える屈折接辞に分けられる。
文法カテゴリーに応じて語の形態を変化させることを語形変化(インフレクション）という（屈折や活用も同じ）。語形の変化しない部分を語幹、変化する部分を語尾（活用語尾）という。
活用（コンジュゲーション）
動詞などの人称・数・態・時制・相・法などによる語形変化。
ディクレンション（曲用）
名詞などの性・数・格などによる語形変化。

## 歴史
紀元前5世紀から紀元前4世紀にかけて文法家パーニニがヴェーダ語の文法を規定し、その後彼の学統に属するカーティヤーヤナおよびパタンジャリがこの理論の補遺及び修正を行うことで古典サンスクリット語が整備された。古典サンスクリット成立後も、5世紀のバルトリハリなどの優れた文法学者によってサンスクリット文法学の伝統は続いていった。
1492年、スペインのアントニオ・デ・ネブリハはヨーロッパ諸言語で書かれた初の文法書である「カスティリャ語文法」を出版し、カスティリャ語（スペイン語）の文法の統一を提言した。